# Angola a 2013-as úszó-világbajnokságon
Angola négy úszóval vett részt a 2013-as úszó-világbajnokságon, akik nyolc versenyszámban indultak.

## Úszás
Férfi
| Versenyző        | Verseny                   | Selejtező  | Selejtező  | Elődöntő          | Elődöntő          | Döntő             | Döntő             |
| Versenyző        | Verseny                   | Idő        | Helyezés   | Idő               | Helyezés          | Idő               | Helyezés          |
| ---------------- | ------------------------- | ---------- | ---------- | ----------------- | ----------------- | ----------------- | ----------------- |
| Pedro Pinotes    | 200 méteres vegyesúszás   | 2:04.85    | 42         | Nem jutott tovább | Nem jutott tovább | Nem jutott tovább | Nem jutott tovább |
| Pedro Pinotes    | 400 méteres vegyesúszás   | 4:23.36    | 23         | N/A               | N/A               | Nem jutott tovább | Nem jutott tovább |
| Nuno Miguel Rola | 100 méteres pillangóúszás | Nem indult | Nem indult | Nem jutott tovább | Nem jutott tovább | Nem jutott tovább | Nem jutott tovább |
| Nuno Miguel Rola | 200 méteres pillangóúszás | Nem indult | Nem indult | Nem jutott tovább | Nem jutott tovább | Nem jutott tovább | Nem jutott tovább |

João Matias, aki 50 méteres pillangóúszásban és 100 méteres pillangóúszásban versenyzett volna, visszalépett és Rola versenyzett helyette.
Női
| Versenyző   | Verseny                   | Selejtező | Selejtező | Elődöntő          | Elődöntő          | Döntő             | Döntő             |
| Versenyző   | Verseny                   | Idő       | Helyezés  | Idő               | Helyezés          | Idő               | Helyezés          |
| ----------- | ------------------------- | --------- | --------- | ----------------- | ----------------- | ----------------- | ----------------- |
| Yara Lima   | 50 méteres gyorsúszás     | 28.69     | 60        | Nem jutott tovább | Nem jutott tovább | Nem jutott tovább | Nem jutott tovább |
| Yara Lima   | 200 méteres gyorsúszás    | 2:16.01   | 42        | Nem jutott tovább | Nem jutott tovább | Nem jutott tovább | Nem jutott tovább |
| Ana Nóbrega | 100 méteres gyorsúszás    | 1:00.15   | 58        | Nem jutott tovább | Nem jutott tovább | Nem jutott tovább | Nem jutott tovább |
| Ana Nóbrega | 100 méteres pillangóúszás | 1:06.55   | 45        | nem jutott tovább | nem jutott tovább | nem jutott tovább | nem jutott tovább |